# مونوفيزية

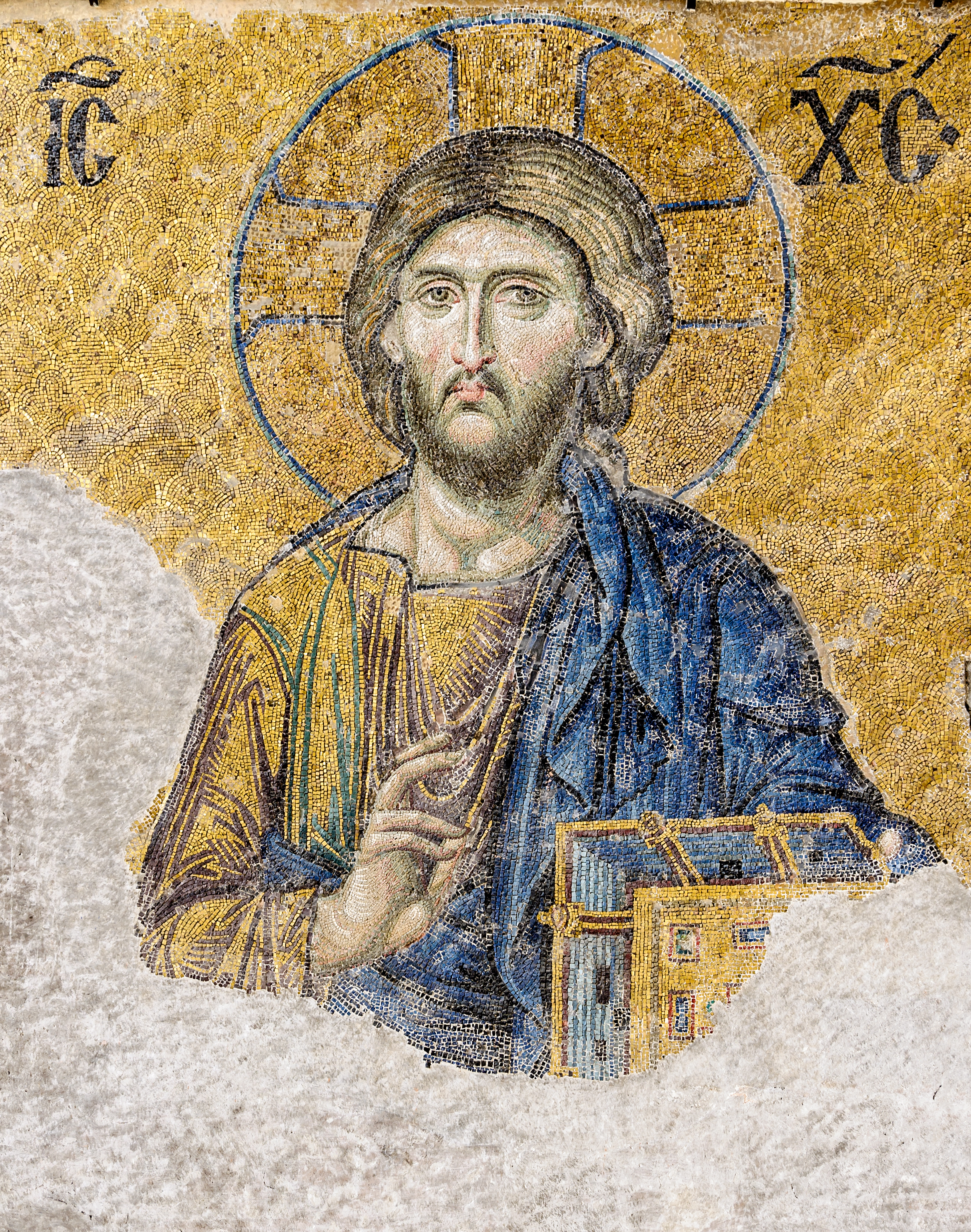

المونوفيزية أو الطبيعة الواحدة (باليونانية: Μονοφυσιτισμός)، هي عقيدة مسيحية بأن ليسوع طبيعة واحدة إلهية، وأن طبيعته البشرية اتحدت بهذه الطبيعة. ويمكن اختصار هذه الطبيعة في: «يسوع المسيح، الابن، هو شخص وأقنوم واحد بطبيعة واحدة: الإنسان الإله».
تعتبر المونوفيزية فكرة معارضة لعقيدة مجمع خلقيدونية، والتي ترى أن للمسيح طبيعيتين إلهية وبشرية. وبالرغم من وصف الكنائس الأرثوذكسية المشرقية بكونها مونوفيزية، إلا أنها ترفض هذا الوصف وتفضل الرؤية الميافيزية في وصف عقيدتها.